# Arraias
Arraias è un comune del Brasile nello Stato del Tocantins, parte della mesoregione Oriental do Tocantins e della microregione di Dianópolis.
A 2 km dal suo centro è presente il piccolo aeroporto di Arraias destinato al traffico dell'aviazione generale.